# تشيما رودريغيز
تشيما رودريغيز (بالإسبانية: Chema Rodríguez)‏ هو كاتب سيناريو ومخرج إسباني، ولد في 1967 في إشبيلية في إسبانيا.

## وصلات خارجية
- تشيما رودريغيز على موقع IMDb (الإنجليزية)
- تشيما رودريغيز على موقع ألو سيني (الفرنسية)
- تشيما رودريغيز على موقع أول موفي (الإنجليزية)
- تشيما رودريغيز على موقع قاعدة بيانات الأفلام السويدية (السويدية)
- تشيما رودريغيز على موقع قاعدة بيانات الفيلم (الإنجليزية)
- تشيما رودريغيز على موقع كينوبويسك (الروسية)